# 蒲田町
蒲田町（かまたまち）は、東京府荏原郡にかつて存在した町である。東京都大田区の中部に位置する。おおむね蒲田駅周辺にあたる。

## 沿革
- 1889年（明治22年）5月1日 - 町村制の施行に伴い、女塚村、御園村、北蒲田村、蒲田新宿村の全域と、鵜ノ木村の一部（残部は矢口村、調布村に編入）が合併し、蒲田村が発足。
- 1922年（大正11年）2月10日 - 蒲田村が町制施行して蒲田町となる。
- 1932年（昭和7年）10月1日 - 荏原郡全域が東京市に編入。蒲田町の区域は蒲田区となる。
- 1947年（昭和22年）3月15日 - 蒲田区が大森区と合併し、大田区を設置。

## 交通

### 鉄道
- 国鉄（現：JR東日本）
  - 東海道本線（東北・京浜線）：蒲田駅
- 京浜電気鉄道（現：京浜急行電鉄）
  - 本線：梅屋敷駅 - 京浜蒲田駅
  - 穴守線：京浜蒲田駅
- 目黒蒲田電鉄（現：東京急行電鉄）
  - 目蒲線：蒲田駅
- 池上電気鉄道（現：東京急行電鉄）
  - 本線：蒲田駅

### 道路
- 国道15号（当時は1号国道、京浜国道）

## 現在の地名
蒲田、蒲田本町、西蒲田、東蒲田、南蒲田（いずれも大体の範囲。新蒲田は旧矢口町）

## 関連文献
- 蒲田町史編纂会『蒲田町史:市郡合併記念』蒲田町史編纂会、1933年。NDLJP:1874576。